# Dekanat szczołkowski
Dekanat szczołkowski – jeden z 48 dekanatów eparchii moskiewskiej obwodowej Rosyjskiego Kościoła Prawosławnego. Obejmuje cerkwie położone w rejonie szczołkowskim obwodu moskiewskiego. Funkcjonują w nim cztery cerkwie parafialne miejskie, siedemnaście cerkwi parafialnych wiejskich, siedem cerkwi filialnych, dwie cerkwie szpitalne i siedem kaplic.
Funkcję dziekana pełni protojerej Andriej Kowalczuk.

## Cerkwie w dekanacie[1]
- Cerkiew św. Jerzego w Aksininie

Kaplica św. Anatola
- Cerkiew św. Sergiusza z Radoneża w Ałmazowie
- Cerkiew Ikony Matki Bożej „Znak” w Amieriewie
- Cerkiew Kazańskiej Ikony Matki Bożej w Bogosłowie
- Cerkiew Opieki Matki Bożej w Worii-Bogorodskim

Kaplica św. Mikołaja
- Cerkiew Griebniewskiej Ikony Matki Bożej w Griebniewie

Cerkiew św. Mikołaja w Griebniewie
Kaplica św. Dymitra Dońskiego
- Cerkiew św. Mikołaja w Żegałowie
- Cerkiew Obrazu Zbawiciela Nie Ludzką Ręką Uczynionego w Kabłukowie

Cerkiew św. Eliasza w Kabłukowie
Kaplica św. Matrony Moskiewskiej
- Cerkiew Ikony Matki Bożej „Niewyczerpany Kielich” w Litwinowie
- Cerkiew św. Ksenii w Miedwieżych Ozierach

Cerkiew św. Aleksego Człowieka Bożego w Miedwieżych Ozierach
- Cerkiew św. Jana Rycerza w Nikiforowie

Cerkiew św. Serafina z Sarowa w Nikiforowie
- Cerkiew św. Włodzimierza w Nowofriazinie
- Cerkiew św. Mikołaja w Obołdinie

Cerkiew Świętego Ducha w Obołdinie
- Cerkiew Narodzenia Matki Bożej w Obrazcowie

Cerkiew Św. Jerzego w Obrazcowie
- Cerkiew Przemienienia Pańskiego w Ogudniewie
- Cerkiew św. Sergiusza z Radoneża w Trubinie
- Cerkiew Ikony Matki Bożej „Władająca” we Friazinie

Cerkiew św. Jerzego we Frjazine
- Cerkiew św. Cierpiętnika Cara Mikołaja w Czkałowskim

Kaplica św. Matrony Moskiewskiej
- Sobór Trójcy Świętej w Szczołkowie

Cerkiew szpitalna Ikony Matki Bożej „Uzdrowicielka”
Kaplica św. Mikołaja
Kaplica św. Cierpiętnika Carewicza Aleksego
- Cerkiew Ikony Matki Bożej „Pomnożycielka Chlebów” w Szczołkowie
- Cerkiew Opieki Matki Bożej w Szczołkowie

Cerkiew szpitalna św. Wielkiej Księżnej Elżbiety